# Бойко Юрій Іванович
Бойко Юрій Іванович (Юрко Бойко; 27 січня 1959 — 15 червня 2017, Київ) — український мистецтвознавець, менеджер мистецтва (галерист), громадський діяч. Директор галереї «Ґердан» (1995—2016).

## Життєпис
Інженер-теплотехнік за освітою.
1989-1995 — завідувач відділу сучасного мистецтва Львівського музею українського мистецтва (згодом Національний музей у Львові). Запам'ятався на цій посаді низкою резонансних виставок сучасного (фактично дисидентського на той час) українського мистецтва у ЛМУМ (НМ).
1989 — був натхненником, ініціатором і організатором молодіжного мистецького об'єднання «Шлях». На початку 1990-х років брав участь в організації багатьох виставок, інсталяцій, перформансів та інших акцій молодих українських митців як в Україні, так і за кордоном.
1995-2016 — директор галереї «Ґердан» [Архівовано 28 лютого 2013 у Wayback Machine.] (Львів, вул. Руська, 4).
У 2000 році Юрка Бойка, за результатами експертного оцінювання, визнали найвпливовішим діячем Львова у галузі мистецтва.
Був одним із засновників Народного руху України у Львові (учасник установчих зборів НРУ в Пороховій вежі, 1989). Був співзасновником Української галицької партії (2012). З початком російської агресії (2014) взяв активну участь у волонтерському русі.
2002 — балотувався до Львівської міської ради за списком «Нашої України».
За останні два роки свого життя Юрко Бойко переніс три складні операції на серці, остання стала для нього фатальною.
Під час однієї з операцій йому встановили штучний мітральний клапан за технологією німецького медика Рюдиґера Ланґе (це була експериментальна операція). На жаль, вона виявилася не дуже вдалою.
Похований на 21 полі Личаківського цвинтаря.
Дружина — архітектор і реставратор Оксана Бойко [Архівовано 16 липня 2020 у Wayback Machine.].
Донька-Устина Юріївна Бойко, громадський діяч, приватний підприємець, голова громадської організації «ЕКО-Прогрес».